# 哈斯萊特 (密西根州)
哈斯萊特（英語：Haslett）是位於美國密西根州英厄姆縣默里迪恩特設鎮區及威廉斯敦鎮區的一個普查規定居民點。

## 人口
根據2020年美國人口普查的數據，哈斯萊特的面積為42.18平方千米，當中陸地面積為39.87平方千米，而水域面積為2.31平方千米。當地共有人口19670人，而人口密度為每平方千米466.33人。